# 希梅内利斯和埃尔普拉德拉丰特
希梅内利斯和埃尔普拉德拉丰特（西班牙語：Gimenells y El Pla de la Font），是西班牙加泰罗尼亚莱里达省的一个市镇。 总面积56平方公里，总人口1066人（2001年），人口密度19人/平方公里。